# かとうみさと
かとうみさと は、日本の映像作家、アートディレクター。宮城県出身。夫は声優の武内駿輔。

## 略歴
宮城県仙台市出身。東北芸術工科大学を卒業後、CGをデジタルハリウッドにて学ぶ。映像作家、CGデザイナー、アートディレクターとして活動中。
2022年9月5日に声優の武内駿輔と結婚したことを発表した。

## 受賞歴
- 第14回ベストデビュタント2018グラフィック・アート部門受賞[5]
- MTV VMAJ 2018　最優秀邦楽新人アーティストビデオ賞／Best New Artist Video -Japan-　Official髭男dism －「ノーダウト」（かとうみさと）[6]

## 作品

### ミュージックビデオ（映像監督作品）
- 阿部真央
  - K.I.S.S.I.N.G.[7][8]
  - まだ僕は生きてる[9]

- ［Alexandros］
  - Feel like[10]
  - Kaiju[10]
  - SNOW SOUND[11]

- アンテナ
  - ありんこ[12]

- 井上実優
  - Shake up[13]

- Eve
  - 迷い子[14]

- ukka
  - アフタヌーン・グラフィティ[15]

- WEAVER
  - カーテンコール[16]
  - On Your Side[17]

- えなこ
  - SP-LuSH ROAD[18]

- ent
  - Autumn Nightmare[19]

- Official髭男dism
  - 犬かキャットかで死ぬまで喧嘩しよう！[20]
  - ノーダウト[6]

- GIRLFRIEND
  - ヒロインになりたい[21]

- KiSS KiSS
  - ファンファーレ

- CANDY TUNE
  - キス・ミー・パティシエ

- CUTIE STREET
  - ひたむきシンデレラ！

- Ghost like girlfriend
  - Before sunny morning[22]

- 甲田まひる
  - '22'MV

- SILENT SIREN
  - ジャストミート[23]

- SHE'S
  - Over You[24]
  - Beautiful Day[25]

- そらる
  - ユーリカ[26]

- 超ときめき♡宣伝部
  - エンドレス[27]
  - こんなあたしはいかがですか

- 東山奈央
  - True Destiny[28]

- 夏代孝明
  - クロノグラフ[29]
  - ケイデンス[30]
  - トランジット[31]
  - Ganger[32]

- ナノ
  - DREAM CATCHER[33]

- ≠ME
  - チョコレートメランコリー[34]

- バンドじゃないもん!
  - 青春カラダダダッシュ![35]
  - 恋する完全犯罪[2]
  - イミ・ナイ・ダンス[36]

- ぼくのりりっくのぼうよみ
  - Newspeak（アナザーバージョン）[37][38]

- ポルカドットスティングレイ
  - シンクロニシカ[39]
  - 事件発生[40]
  - レム[41]
  - サレンダー[42]
  - 有頂天[43]
  - 負けられない戦い2 トレーラー[44]
  - 有頂天 トレーラー[45]
  - DENKOUSEKKA[46]

- MAGiC BOYZ
  - パーリーしようよ[47]

- ミオヤマザキ
  - ノイズ[48][49]
  - 最愛[50]
  - アーティスト[49][51]
  - 溺死[52]
- MONONOKE
  - トーキョー・ジャーニー

- YURiKA
  - 鏡面の波[53]

- ラストアイドル
  - 間島和奏個人PV「do not betray my feelings[emotions][54]
  - 独り言の存在証明[55]

- LIFriends
  - 俺たちのララバイ[56]

- RealRomantic
  - BLOOMING

- 緑黄色社会
  - 始まりの歌[57]
  - Re[58]

### アートディレクション作品
- V6 - 「Crazy Rays/KEEP GOING」
- SILENT SIREN - 「GIRLS POWER」[59]
- 東京パフォーマンスドール - 「TRICK U」[60]
- ANGEL CHAMPAGNE JAPAN - 「POP UP SHOP ZEROBASE表参道」[61]
- WEAVER - 「ID2」[62]
- GIRLFRIEND - 「ヒロインになりたい」[21]
- CANDY TUNE - 「キス・ミー・パティシエ」

### WebCM（ディレクション作品）
- 音楽コラボアプリnana - プロモーションムービー[63]

### ショートフィルム
- ミオヤマザキ - 「好きだから死んでください、お願い。」[64]

### CG
- BUMP OF CHICKEN - 「Butterfly」 アルバムジャケットCG[65]
- スイッチ VOL.33 - 「Game Chronicles 1983-2014」 グラフィックページCG[66]
- CTS feat.初音ミク - 「千本桜」 CG[67]
- みみめめMIMI - 「CANDY MAGIC」 CG[68]
- 夢みるアドレセンス - 「サマーヌード・アドレセンス」 CG[69]
- Awesome City Club - 「アウトサイダー」 CG[70]
- ゲスの極み乙女。 - 「両成敗でいいじゃない」 CG[71]
- ゲスの極み乙女。 - 「影ソング」 CG[72]
- ゲスの極み乙女。 - 「ゲス乙女大集会 ～武道館編～」 CG
- flumpool - 「夜は眠れるかい?」 CG[73]
- asobius - 「big love lovers」 CG[74]

### ドラマ
- 「脳内がハルトくんになった私は妄想が止まりません。」監督[75] (ショートドラマ)
- わたしの夫は-あの娘の恋人-（2023年）監督
- 熱愛プリンス（2025年）監督

### その他
- ストレイテナー - 「PAUSE 〜STRAIGHTENER Tribute Album〜」[76]
- BLACKPINK - 「WHISTLE」 日本武道館ライブ映像制作　デザイン[77]
- テレビ朝日CSチャンネル１ - 「サウンドグルメ音飯」
- コラボ展「BADSENSE」 - 映像監督として参加[78]
- Eve - 「メリエンダ」 追加公演新木場STUDIO COAST 美術監督[79]
- 日向坂46 - 佐々木久美 個人PV『NIGHT FLIGHT』[80]